# 龜山車站 (三重縣)
龜山站（日语：／ Kameyama eki */?）是位於三重縣龜山市御幸町，屬於東海旅客鐵道（JR東海）和西日本旅客鐵道（JR西日本）的鐵路車站。本站為上述兩鐵路公司的邊界站，也是JR東海與其他JR公司的九座在來線邊界站之中唯一有管轄權者。JR東海將此站編號為CJ17，JR西日本未對本站編號。

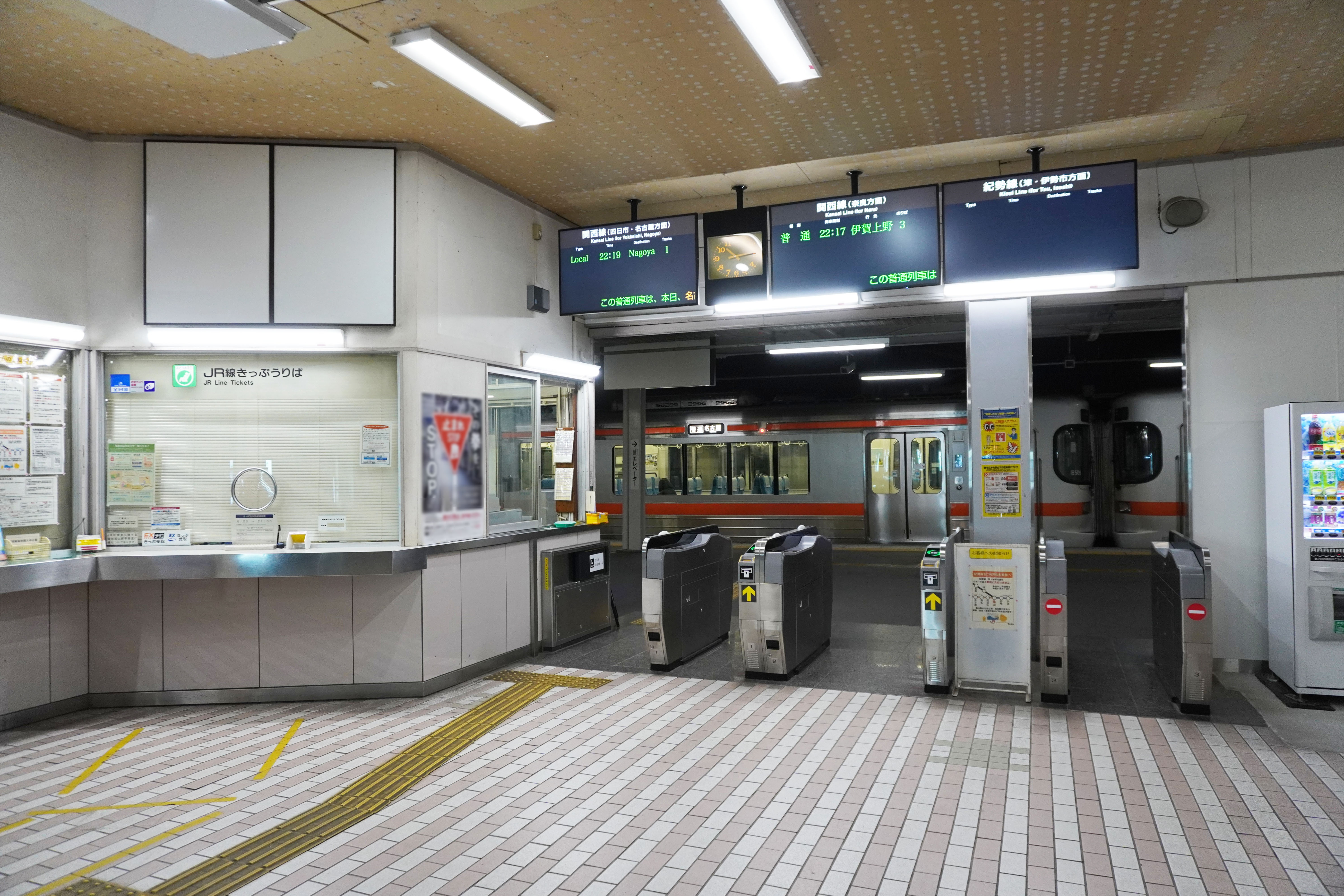
驗票口(2023年7月)

## 車站構造

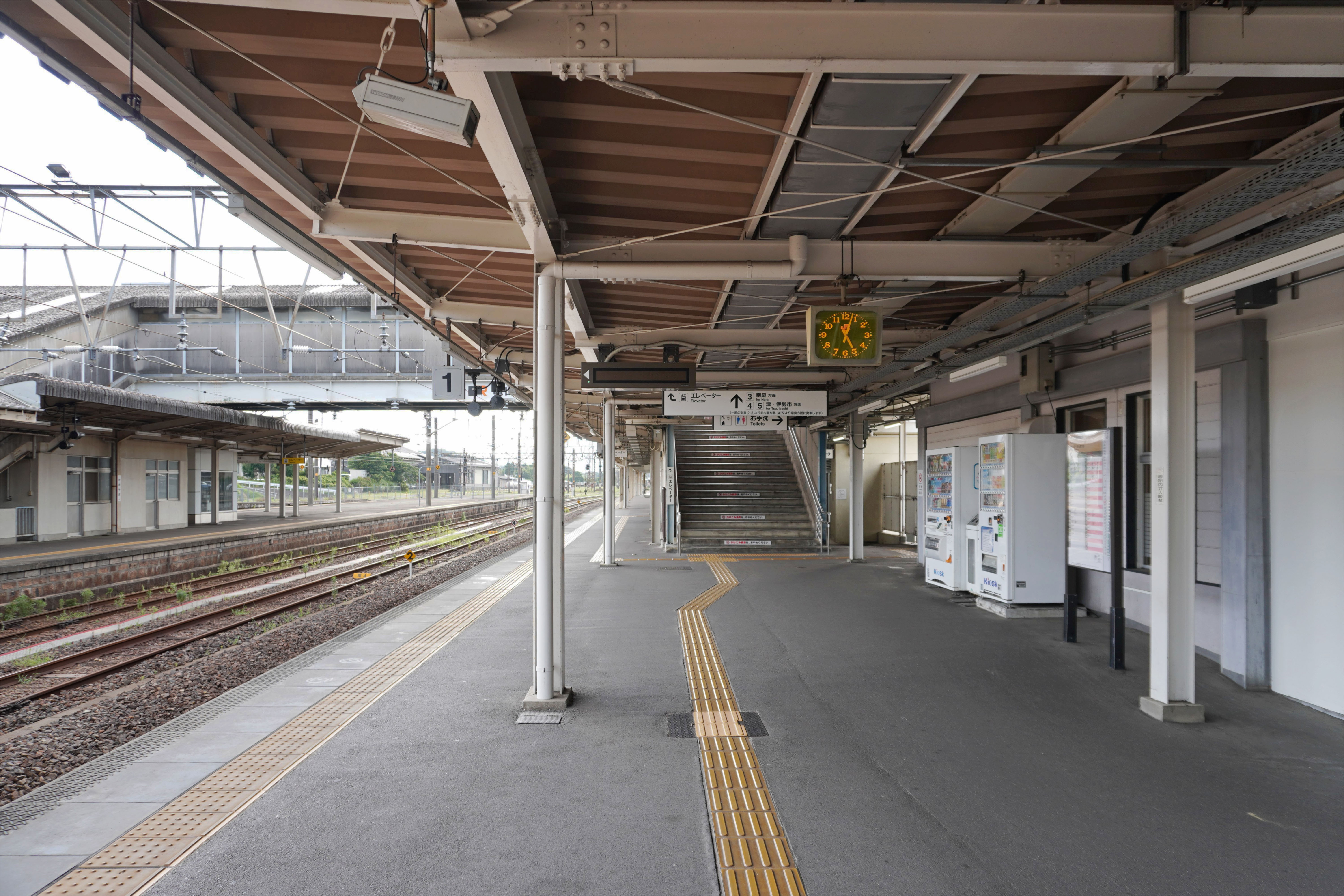
1號月台（2023年7月）

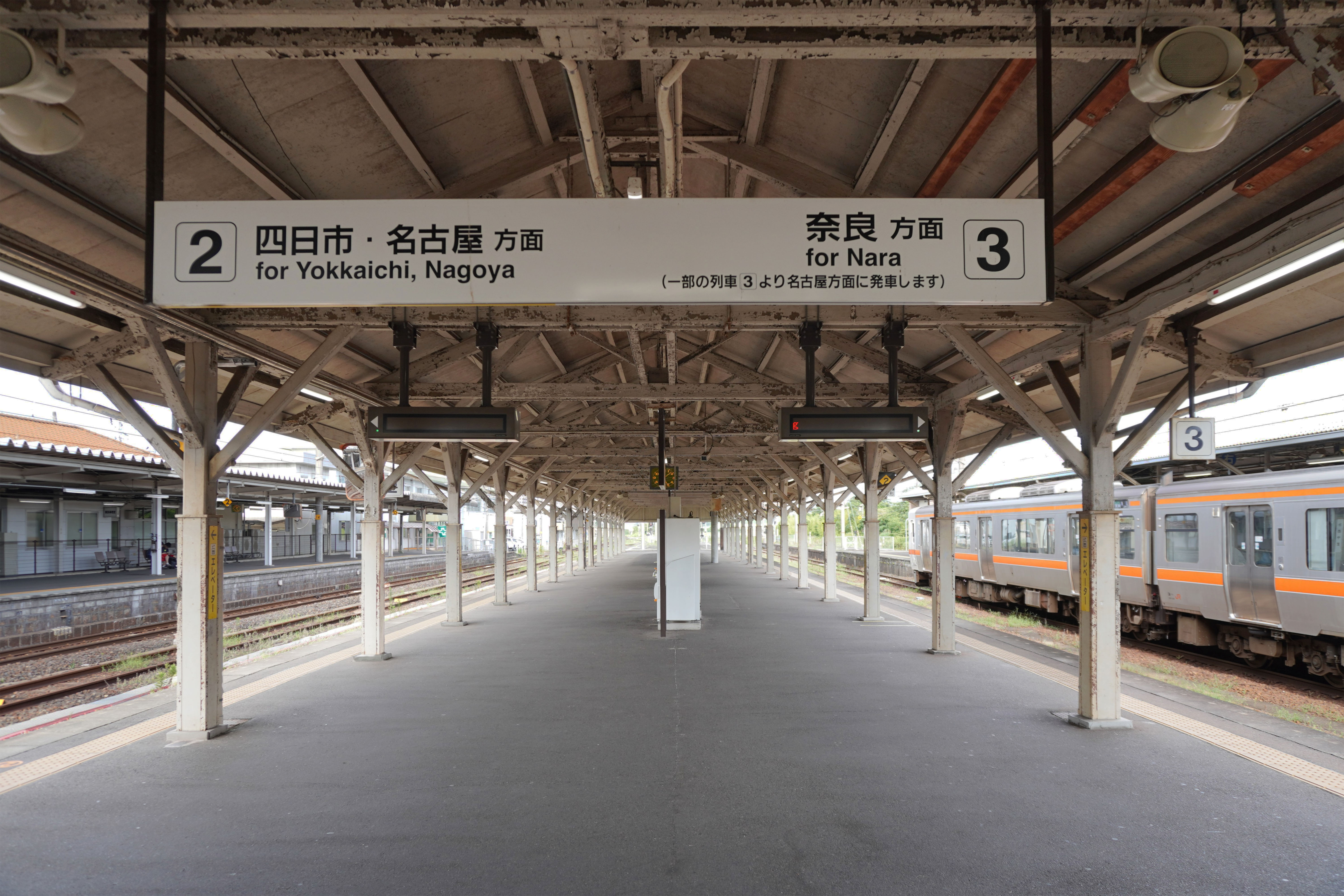
2號與3號月台
（2023年7月）

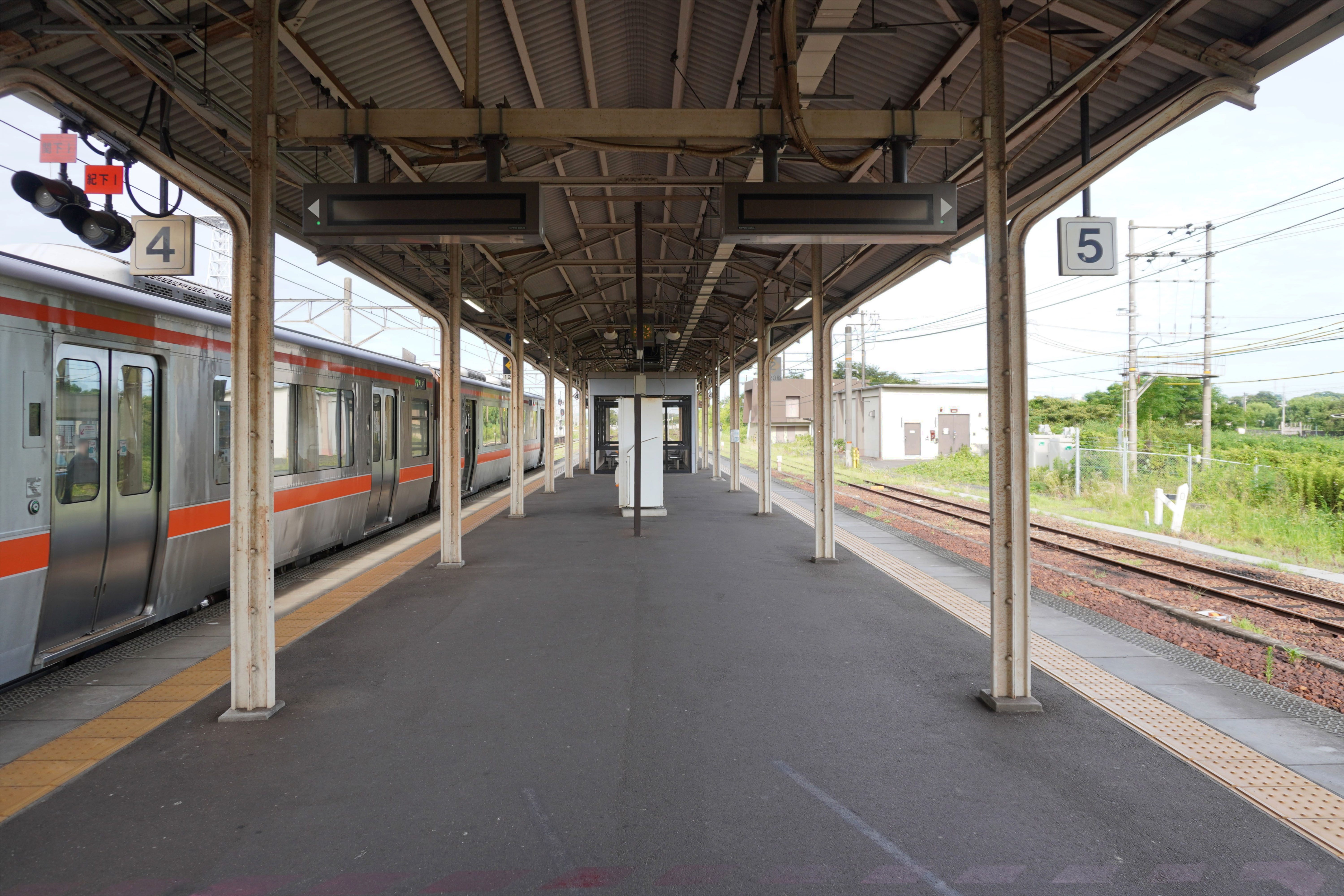
4號與5號月台
（2023年7月）

本站為側式月台1面1線與島式月台2面4線，合計3面5線的地面車站。通常北側的2面3線由關西本線使用，南側的1面2線由紀勢本線使用。5號月台沒有架空電車線。各月台之間設有升降機完備的跨線天橋聯絡。1號月台與2號月台之間設有一條供夜間停泊用的側線1條。由於JR東海設有龜山運輸區及龜山變電所，且JR西日本設有吹田綜合車輛所京都支所龜山派出所與龜山指令所，因此站區內鋪有許多側線並裝設轉車盤。

### 月台配置
| 月台 | 路線      | 方向 | 目的地                   | 備註                               |
| ---- | --------- | ---- | ------------------------ | ---------------------------------- |
| 1、2 | 關西本線  | 上行 | 四日市、名古屋方向       | 通常是1號月台，間中會在3號月台發着 |
| 3、4 | 關西本線  | 下行 | 柘植、伊賀上野、加茂方向 | 通常在3號月台，間中會在5號月台發着 |
| 4、5 | ■紀勢本線 | 下行 | 津、伊勢市方向           | 通常在5號月台                      |

## 利用狀況
根據「三重縣統計書」，近年的1日平均上車人次如下表。這個數字不包括各線的轉乘客。
| 年度   | 1日平均 上車人次 |
| ------ | ---------------- |
| 1998年 | 2,444            |
| 1999年 | 2,387            |
| 2000年 | 2,348            |
| 2001年 | 2,302            |
| 2002年 | 2,213            |
| 2003年 | 1,732            |
| 2004年 | 2,184            |
| 2005年 | 2,191            |
| 2006年 | 2,209            |
| 2007年 | 2,171            |
| 2008年 | 2,170            |
| 2009年 | 2,108            |
| 2010年 | 2,120            |
| 2011年 | 2,137            |
| 2012年 | 2,120            |
| 2013年 | 2,164            |
| 2014年 | 2,068            |
| 2015年 | 2,084            |

## 相鄰車站
東海旅客鐵道（JR東海）
 關西本線
■快速、■區間快速、■普通（快速至四日市站為止、區間快速至桑名站為止各站停車）
井田川（CJ16）－龜山（CJ17）
■ 紀勢本線（只限普通列車運行）
龜山－下
西日本旅客鐵道（JR西日本）
 關西本線（只限普通列車運行）
龜山－關

## 延伸閱讀
- 『週刊JR全駅・全車両基地 No.45』朝日新聞出版、2013年6月30日、34p. NDL 22263803
  - 平賀尉哲（2013）"厳選!ターミナル駅 亀山"『週刊JR全駅・全車両基地 No.45』.4-10.
  - 平賀尉哲（2013）"亀山鉄道部"『週刊JR全駅・全車両基地 No.45』.16-17.

## 外部連結
- 龜山 - 東海旅客鐵道
- 龜山｜車站資訊：JR出門網 - 西日本旅客鐵道